# Departamento de Suchitepéquez
Suchitepéquez, (del náhuatl, significa «Cerro de la flor», aunque también «Pueblo de la flor» ) oficialmente el Departamento de Suchitepéquez, es uno de los veintidós departamentos que conforman Guatemala, se encuentra situado en la región Sur Occidental del país. Limita al norte con Quetzaltenango, Sololá y Chimaltenango, al sur con el Océano Pacífico, al este con Escuintla; y al oeste con Retalhuleu. La cabecera departamental está a una distancia de 165 kilómetros de la Ciudad de Guatemala.
Tras la independencia de Centroamérica en 1821, pasó a formar parte del vasto departamento Sololá/Suchitepéquez que incluía gran parte de los modernos departamentos de Quiché, Sololá y Suchitepéquez y junto con él fue integrado al Estado de Los Altos en 1838.  Luego de que el Estado de Los Altos fue recuperado para Guatemala por el general conservador Rafael Carrera continuó unido a Sololá hasta que el 12 de agosto de 1872 el régimen de facto del presidente provisorio Miguel García Granados creó el departamento de Quiché, reduciendo considerablemente para ello el área de Sololá/Suchitepéquez.

## Toponimia
Suchitepéquez, es descrito coloquialmente por sus habitantes como «La Tierra del Venado».   El topónimo «Suchitepéquez», se deriva de la voz náhuatl «Xōchitepēk», formada a su vez por «Xōchi-» (español: «flor»), «tepē-» «(español: cerro, montaña)» y «-k» (español: «en»), lo que podría traducirse como «En el Cerro Florido» o «En el Cerro de la Flor». Este nombre náhuatl es una traducción directa del nombre local "Cotzij" que se utilizaba para referirse a la zona en el Postclásico tardío. «Kotzij» también significa «flor», en kakchiquel.Al respecto del nombre, en el cerro de Parraxquim, Santa Catarina Ixtahuacán, se encuentra el sitio arqueológico de Pa Sijá, el nombre original de dicho pueblo. El nombre proviene de «Sij» («flor») y «ja» («casa»), que se traduciría como «Casa o Linaje de la Flor». Hay indicios en las crónicas indígenas que los pobladores de Santa Catarina provienen de Suchitepéquez. Entonces, dado que «tepētl-» «(español: cerro)» también puede traducirse como «pueblo», «Suchitepéquez», también podría traducirse como «el Pueblo de la Flor»

## Geografía

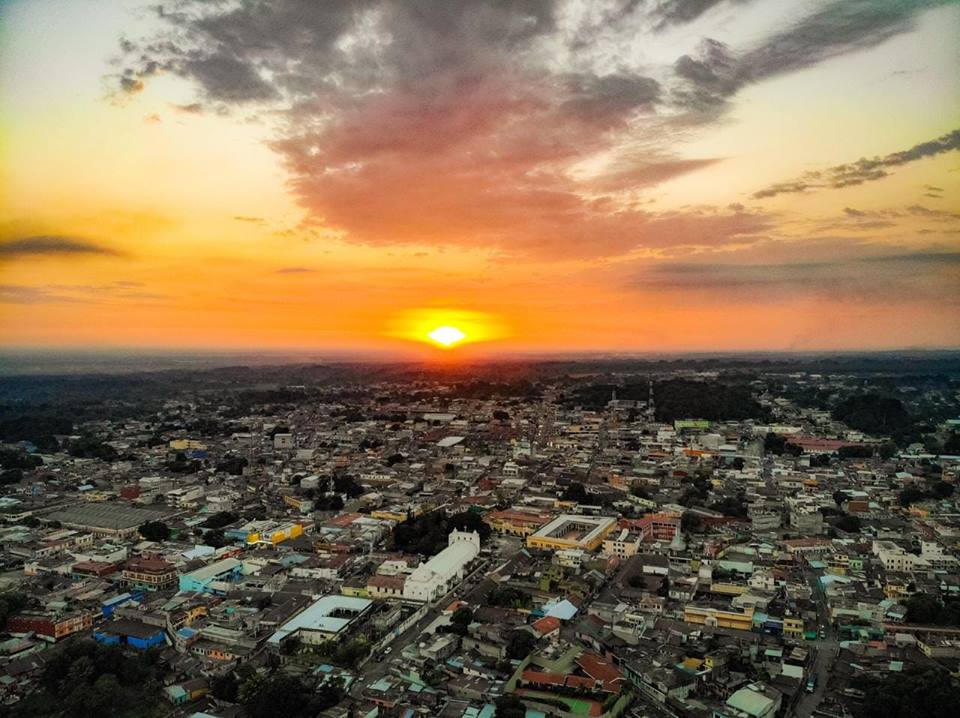
Vista panorámica de la cabecera municipal de Mazatenango

### Hidrografía
Las tierras del sur de este departamento, gozan de ser bañadas por las olas del Océano Pacífico, lo que le da un esplendoroso desarrollo a la flora y fauna de esta región, contribuyendo además con la economía del lugar al existir en este litoral varias salinas de importancia.
Este departamento en la parte sur posee terrenos generalmente casi planos, lo que facilita los cultivos, además posee la ventaja de ser irrigado por varios ríos, entre ellos algunos caudalosos como el Sis, Nahualate, Icán, Samalá, Ixtacapa, Nimá, Madre Vieja, Coyolate, y otros que hacen que sus tierras sean muy fértiles y faciliten la producción de variedad de cultivos. Esto merecería que Suchitepéquez ocupase un puesto distinguido entre los demás departamentos, pues sus accidentes pueden catalogarse de importantes y numerosos.
| Río         | Características |
| ----------- | --- |
| Samalá      | Sus orígenes están por Sibilia, San Carlos Écija y San Francisco El Alto, recibiendo numerosos afluentes; penetra al departamento de Quetzaltenango por Salcajá, con una anchura media de 15 metros, por uno de profundidad. Pasa por Zunil en terrenos sumamente quebrados formando cascadas y arrastrando gran cantidad de piedra y arena. Entra en el departamento de Retalhuleu, entre El Palmar y San Felipe, desemboca en el Pacífico, en el lugar donde estuvo el puerto de San Luis que se destruyó durante la erupción del volcán Santa María el 24 de octubre de 1902. Mueve molinos de trigo en Totonicapán, San Cristóbal y Cantel, donde también, da fuerza a la fábrica de hilados y tejidos. En Zunil y Santa María de Jesús mueve la hidroeléctrica que proporciona la energía de que goza casi todo Occidente. Es el más largo y caudaloso de la cuenca del Pacífico. Su principal afluente es el Xequijel o Siguilá. |
| Ixtacapa    | Atraviesa todo el municipio de San Pablo Jocopilas; nace como riachuelo de las montañas de la Sierra Madre, específicamente de las faldas del volcán Pecul, pero al unirse con las aguas del río lacal toma fuerza su corriente. Sus aguas son cristalinas y sus pobladores décadas las usaban para lavar ropa y como balneario, especialmente en los días festivos. |
| Sis e Icán  | El río Sis, sirve de línea divisoria entre Retalhuleu y Suchitepéquez, se une al río Icán, el cual atraviesa los municipios de San Francisco Zapotitlán, Cuyotenango, San Lorenzo y Mazatenango. |
| Nahualate   | Nace en Santa Catarina Ixtahuacan (Sololá), atraviesa los departamentos de Sololá, Suchitepéquez y Escuintla. Es navegable por pequeñas embarcaciones en cerca de 25 km. Su longitud es de 150 km aproximadamente, su anchura entre 15 a 30 m, y profundidad hasta dos metros y más. Sus afluentes principales son el Mocá y Bravo. |
| Coyolate    | Nace en las montañas de Santa Cruz Balanya en Chimaltenango, atraviesa los municipios de Patzún, Patzicía y Acatenango, sirviendo de límite entre los departamentos de Suchitepéquez y Escuintla en los poblados de Patulul y Santa Lucía Cotzumalguapa. Entra en Escuintla y atraviesa los municipios de La Gomera y Nueva Concepción y desagua en el Pacífico cerca del poblado de Tecojate. Irriga grandes extensiones de terreno pero no es navegable. Con 130 km de extensión tiene aproximadamente 25 m de anchura y 2 m de profundidad. |
| Madre Vieja | Nace cerca del límite entre los departamentos de Quiché, Sololá y Chimalatenango; sirve de límite entre los dos últimos departamentos, pasando después entre los municipios de San Juan Bautista y Patulul. |

### Orografía
Con un clima generalmente cálido, aunque el departamento posee una variedad de climas debido a su topografía, su suelo es naturalmente fértil, inmejorable para toda clase de cultivos.

### Zonas de Vida Vegetal
Este departamento por la zona en que se encuentra ubicado se le identifican cuatro zonas de vida:
- bs-s Bosque Seco Subtropical
- bh-S© Bosque húmedo Subtropical (Cálido)
- bmh-SCc) Bosque muy húmedo Subtropical (Cálido)
- bh-MB Bosque húmedo Montano Bajo Subtropical

### Áreas Protegidas
Este departamento actualmente no posee ningún área que haya sido declarada protegida.

### Vías de comunicación
Entre las carreteras principales, además de las rutas nacionales, está la Internacional del Pacíficos CA-2, cuenta también con carreteras departamentales, caminos roderas, y veredas que unen a la cabecera con sus poblados y propiedades rurales. Cuenta con 263 km de asfalto y 313 km de terracería.

### Uso actual de la tierra
Este departamento por tener un clima variado, y dentro de su extensión territorial limita con las playas del Pacífico, posee un uso de la tierra capacitado para la siembra de todo tipo de cultivos, bosques, frutales, ganado vacuno, etc.. Siendo de excelente calidad.

## Demografía
A continucación se presenta una lista de datos demográficos recolectados en base al censo del 2018, en donde se destacan tres pilares, como lo son la Población, Vivienda y Educación del Departamento de Suchitepéquez.
 Suchitepéquez cuenta con un total de 564,695 habitantes registrados según los datos del Censo 2018 y para el 2024 se estima un poco más de 626,000 personas en el departamento.
| Gráfica de evolución demográfica de Departamento de Suchitepéquez entre 1880 y 2024                        |
| |
| Población de los censos y conteos del Instituto Nacional de Estadística de Guatemala (INE) de 1880 a 2024. |

## División política
El departamento de Suchitepéquez se encuentra dividido en 21 municipios que son:
| 1. Chicacao 2. Cuyotenango 3. Mazatenango 4. Patulul 5. Pueblo Nuevo 6. Río Bravo 7. Samayac 8. San Antonio Suchitepéquez 9. San Bernardino 10. San Francisco Zapotitlán 11. San Gabriel 12. San José El Ídolo 13. San José La Máquina 14. San Juan Bautista 15. San Lorenzo 16. San Miguel Panán 17. San Pablo Jocopilas 18. Santa Bárbara 19. Santo Domingo Suchitepéquez 20. Santo Tomás La Unión 21. Zunilito |

## Costumbres y tradiciones

### Fiestas patronales
La fiesta titular de este departamento es la que se celebra en su cabecera, la cual es de fecha variable, ya que la festividad de esta ciudad es el Carnaval. En estas festividades siempre se representa el baile de la Conquista.
| Municipio                   | Fecha               | Descripción | Municipio                  | Fecha            | Descripción                        |
| --------------------------- | ------------------- | --- | -------------------------- | ---------------- | ---------------------------------- |
| Mazatenango                 | 9 al 16 de febrero  | Feria nacional e internacional del Carnaval (La fecha es variada, siendo esta siempre el martes antes del miércoles de ceniza que marca el inicio de la Cuaresma) | Cuyotenango                | 6 de enero       | Día de los Tres Reyes              |
| Mazatenango                 | 21 al 28 de agosto, | Feria tradicional del santo patrono San Bartolomé | Cuyotenango                | 15 de enero      | Cristo Negro de Esquipulas         |
| San Pablo Jocopilas         | 23 al 25 de enero   | en honor a San Pablo Apóstol | Pueblo Nuevo Suchitepéquez | 15 de enero      | Cristo Negro de Esquipulas         |
| San Pablo Jocopilas         | 29 de junio         | en honor a San Pedro Apóstol | Pueblo Nuevo Suchitepéquez | 15 de enero      | Cristo Negro de Esquipulas         |
| Patulul                     | 25 de enero         | Santa María Magdalena | Río Bravo                  | 2 de febrero     | Virgen de Candelaria               |
| San José el Ídolo           | 19 de marzo         | San José | San Gabriel                | 24 de marzo      | San Gabriel Arcángel               |
| San Antonio Suchitepéquez   | 13 de junio         | San Antonio de Padua | San Miguel Panán           | 29 de septiembre | San Miguel Arcángel                |
| Santo Domingo Suchitepéquez | 4 de agosto         | Santo Domingo | Zunilito                   | 25 de noviembre  | Santa Catalina de Alejandría       |
| Santa Bárbara               | 4 de diciembre      | Santa Bárbara | Chicacao                   | 8 de diciembre   | Virgen de la Inmaculada Concepción |

### Población de Suchitepéquez según municipio
| N. | Municipio                   | Población (2018) |
| -- | --------------------------- | ---------------- |
| 1  | Mazatenango                 | 77 431           |
| 2  | Chicacao                    | 60 735           |
| 3  | San Antonio Suchitepéquez   | 59 184           |
| 4  | Santo Domingo Suchitepéquez | 42 291           |
| 5  | Patulul                     | 40 683           |
| 6  | Cuyotenango                 | 33 436           |
| 7  | Río Bravo                   | 27 606           |
| 8  | Santa Bárbara               | 26 346           |
| 9  | Samayac                     | 24 790           |
| 10 | San José La Máquina         | 23 062           |
| 11 | San Francisco Zapotitlán    | 22 533           |
| 12 | San Pablo Jocapilas         | 20 433           |
| 13 | 'San Bernardino'            | 15 849           |
| 14 | 'San Lorenzo'               | 13 282           |
| 15 | Santo Tomás La Unión        | 11 698           |
| 16 | Pueblo Nuevo                | 11 315           |
| 17 | San Miguel Panán            | 10 320           |
| 18 | San José El Idolo           | 10 212           |
| 19 | Zunilito                    | 8 280            |
| 20 | San Juan Bautista           | 7 826            |
| 21 | San Gabriel                 | 7 383            |
| -  | Suchitepéquez               | 554,695          |

## Desarrollo
El informe de desarrollo humano publicado en 2022, La celeridad del cambio, una mirada territorial del desarrollo humano 2002 – 2019, donde se observó el cambio y el avance que ha habido en el país entre 2002 y 2019 . El Departamento de Suchitepéquez se ubica en el duodécimo puesto de 22 departamentos, Suchitepéquez entre el año 2002 y 2018 tuvo un crecimiento por encima de la media, pasando de 0,528 a 0,635 .
| N.            | Municipio                   | IDH 2018 | IDH 2002 |
| IDH Alto      | IDH Alto                    | IDH Alto | IDH Alto |
| ------------- | --------------------------- | -------- | -------- |
| 1             | Mazatenango                 | 0,700    | 0,622    |
| 2             | San Gabriel                 | 0,696    | 0,594    |
| 3             | Santo Tomás La Unión        | 0,694    | 0,595    |
| IDH Medio     |                             |          |          |
| 4             | San Francisco Zapotitlán    | 0,690    | 0,588    |
| 5             | Zunilito                    | 0,684    | 0,573    |
| 6             | Samayac                     | 0,661    | 0,566    |
| 7             | San Pablo Jocapilas         | 0,654    | 0,554    |
| 8             | Pueblo Nuevo                | 0,654    | 0,548    |
| 9             | Cuyotenango                 | 0,649    | 0,529    |
| 10            | San José El Ídolo           | 0,634    | 0,515    |
| 11            | Patulul                     | 0,631    | 0,518    |
| 12            | San Bernadino               | 0,627    | 0,529    |
| 13            | San Lorenzo                 | 0,619    | 0,497    |
| 14            | San Antonio Suchitepéquez   | 0,603    | 0,513    |
| 15            | San Miguel Panán            | 0,602    | 0,464    |
| 16            | San Juan Bautista           | 0,598    | 0,487    |
| 17            | Río Bravo                   | 0,597    | 0,482    |
| 18            | Santo Domingo Suchitepéquez | 0,596    | 0,475    |
| 19            | San José La Máquina         | 0,588    | 0,529    |
| 20            | Chicacao                    | 0,584    | 0,467    |
| 21            | Santa Bárbara               | 0,579    | 0,463    |
| Suchitepéquez | Suchitepéquez               | 0,635    | 0,528    |

| IDH Según Indicadores | IDH Según Indicadores       | IDH Según Indicadores | IDH Según Indicadores | IDH Según Indicadores |
| N.                    | Municipio                   | Salud                 | Educación             | Nivel de Vida         |
| --------------------- | --------------------------- | --------------------- | --------------------- | --------------------- |
| 1                     | Mazatenango                 | 0,850                 | 0,579                 | 0,696                 |
| 2                     | San Gabriel                 | 0,890                 | 0,565                 | 0,671                 |
| 3                     | Santo Tomás La Unión        | 0,894                 | 0,575                 | 0,651                 |
| 4                     | San Francisco Zapotitlán    | 0,885                 | 0,548                 | 0,677                 |
| 5                     | Zunilito                    | 0,901                 | 0,543                 | 0,654                 |
| 6                     | Samayac                     | 0,821                 | 0,549                 | 0,639                 |
| 7                     | San Pablo Jocapilas         | 0,861                 | 0,509                 | 0,638                 |
| 8                     | Pueblo Nuevo                | 0,864                 | 0,520                 | 0,622                 |
| 9                     | Cuyotenango                 | 0,812                 | 0,526                 | 0,640                 |
| 10                    | San José El Ídolo           | 0,805                 | 0,491                 | 0,618                 |
| 11                    | Patulul                     | 0,829                 | 0,480                 | 0,631                 |
| 12                    | San Bernadino               | 0,805                 | 0,493                 | 0,620                 |
| 13                    | San Lorenzo                 | 0,815                 | 0,489                 | 0,594                 |
| 14                    | San Antonio Suchitepéquez   | 0,771                 | 0,466                 | 0,611                 |
| 15                    | San Miguel Panán            | 0,814                 | 0,461                 | 0,583                 |
| 16                    | San Juan Bautista           | 0,801                 | 0,436                 | 0,612                 |
| 17                    | Río Bravo                   | 0,790                 | 0,434                 | 0,622                 |
| 18                    | Santo Domingo Suchitepéquez | 0,793                 | 0,447                 | 0,598                 |
| 19                    | San José La Máquina         | 0,743                 | 0,450                 | 0,608                 |
| 20                    | Chicacao                    | 0,796                 | 0,421                 | 0,593                 |
| 21                    | Santa Bárbara               | 0,796                 | 0,399                 | 0,611                 |
| -                     | Suchitepéquez               | 0,825                 | 0,494                 | 0,628                 |

### Población que vive en el departamento según IDH
| N. | Municipio                   | IDH 2018 | Población | Según Desarrollo |
| -- | --------------------------- | -------- | --------- | ---------------- |
| 1  | Mazatenango                 | 0,700    | 77,431    | 96,512           |
| 2  | San Gabriel                 | 0,696    | 7,383     | 96,512           |
| 3  | Santo Tomás La Unión        | 0,694    | 11,698    | 96,512           |
| 4  | San Francisco Zapotitlán    | 0,690    | 22,533    | 458,183          |
| 5  | Zunilito                    | 0,684    | 8,280     | 458,183          |
| 6  | Samayac                     | 0,661    | 24,790    | 458,183          |
| 7  | San Pablo Jocapilas         | 0,654    | 20,433    | 458,183          |
| 8  | Pueblo Nuevo                | 0,654    | 11,315    | 458,183          |
| 9  | Cuyotenango                 | 0,649    | 33,436    | 458,183          |
| 10 | San José El Ídolo           | 0,634    | 10,212    | 458,183          |
| 11 | Patulul                     | 0,631    | 40,683    | 458,183          |
| 12 | San Bernadino               | 0,627    | 15,849    | 458,183          |
| 13 | San Lorenzo                 | 0,619    | 13,282    | 458,183          |
| 14 | San Antonio Suchitepéquez   | 0,603    | 59,184    | 458,183          |
| 15 | San Miguel Panán            | 0,602    | 10,320    | 458,183          |
| 16 | San Juan Bautista           | 0,598    | 7,826     | 458,183          |
| 17 | Río Bravo                   | 0,597    | 27,606    | 458,183          |
| 18 | Santo Domingo Suchitepéquez | 0,596    | 42,291    | 458,183          |
| 19 | San José La Máquina         | 0,588    | 23,062    | 458,183          |
| 20 | Chicacao                    | 0,584    | 60,735    | 458,183          |
| 21 | Santa Bárbara               | 0,579    | 26,346    | 458,183          |
| -  | Suchitepéquez               | 0,635    | 0,635     | 0,635            |

### Danzas y Bailes
Se practican danzas tradicionales como las de Moros y Cristianos, en su variante conocida como Los Doce Pares de Francia, especialmente en Cuyotenango, San Bernardino y Santo Tomás La Unión. La De Mexicanos se practica en los primeros dos municipios mencionados y también en San Miguel Panán. Otra danza muy conocida es la de la Conquista, que se practica en Cuyotenango y San Bernardino.
En el municipio de San Pablo Jocopilas, Suchitepéquez, cada año en su feria patronal se presentan las mejores marimbas orquestas de Guatemala al aire libre, patrocinado por la Junta Directiva de Festejos «25 de enero» creada desde el año 1997 y gracias al apoyo de toda la población.

### Artesanías
- Tejidos de Algodón: elaborados con 2 tipos de telar (el de cintura o el de palitos)
- Jarcia: Es la labor artesanal que utiliza convenientemente la fibra que es extraída de las pencas de maguey. Entre los productos de jarcia tenemos: hamacas, bolsas, lazos, gamarrones, morrales, redes y otros. Esto es propio del municipio de cuyotenango.
- Cerería: Se elaboran candelas de sebo de res o de parafina; y para usos religiosos, las llamadas candelas de cera. Existen además, muchas variantes en la producción de estas artesanías como son: velas comunes y corrientes de diferentes colores y tamaños, veladoras, palmatorias, cirios, etc.
- Cuero: En la producción de materiales de cuero existe la marroquinería, la cual consiste en confeccionar diversos artículos como monederos, cigarreras, estuches, portanavajas, entre otros. La talabartería provee correajes, sillas y demás aparejos, utilizados en animales de carga y montura.
- Orfebrería: Corresponde al arte de la platería y es uno de los más tradicionales de Guatemala. Es una artesanía familiar, desde niños ayudan a los padres, a la vez que aprenden el oficio. En estos talleres se elaboran piezas como: artes, cadenas de diferentes tipos, pulseras, anillos y otros objetos. A pesar de la escasez de la materia prima que ha hecho que esta artesanía decaiga, aún se conservan los diseños tradicionales. Se elabora en Cuyotenango y Mazatenango.
- Máscaras: Se utilizan para danzas y formas decorativas. En su fabricación se emplea la madera de pino blanco, cedro y palo de pito. Se elaboran en el municipio de Samayac.
- Jícaras y guacales.

### Tradiciones
Mazatenango es famosa por su feria titular del carnaval, la cual se celebra durante 8 días, la que ha alcanzado gran prestigio nacional e internacional. Entre sus actividades hay juegos florales, desfiles 
escolares, cívicos, juegos deportivos nacionales e internacionales, presentación de bailes típicos tradicionales, ceremonias religiosas. Torna a comenzar los bailes al aire libre amenizados por marimbas orquestas y grupos nacionales completamente gratis tal es el caso del municipio de San Pablo Jocopilas, organizados estos bailes por la Junta Directiva de Festejos "25 de enero".

### Lugares Turísticos y Arqueológicos
Mazatenango: esta ciudad cuenta con una gran variedad de sitios turísticos: 
- El recreativo Animanya;

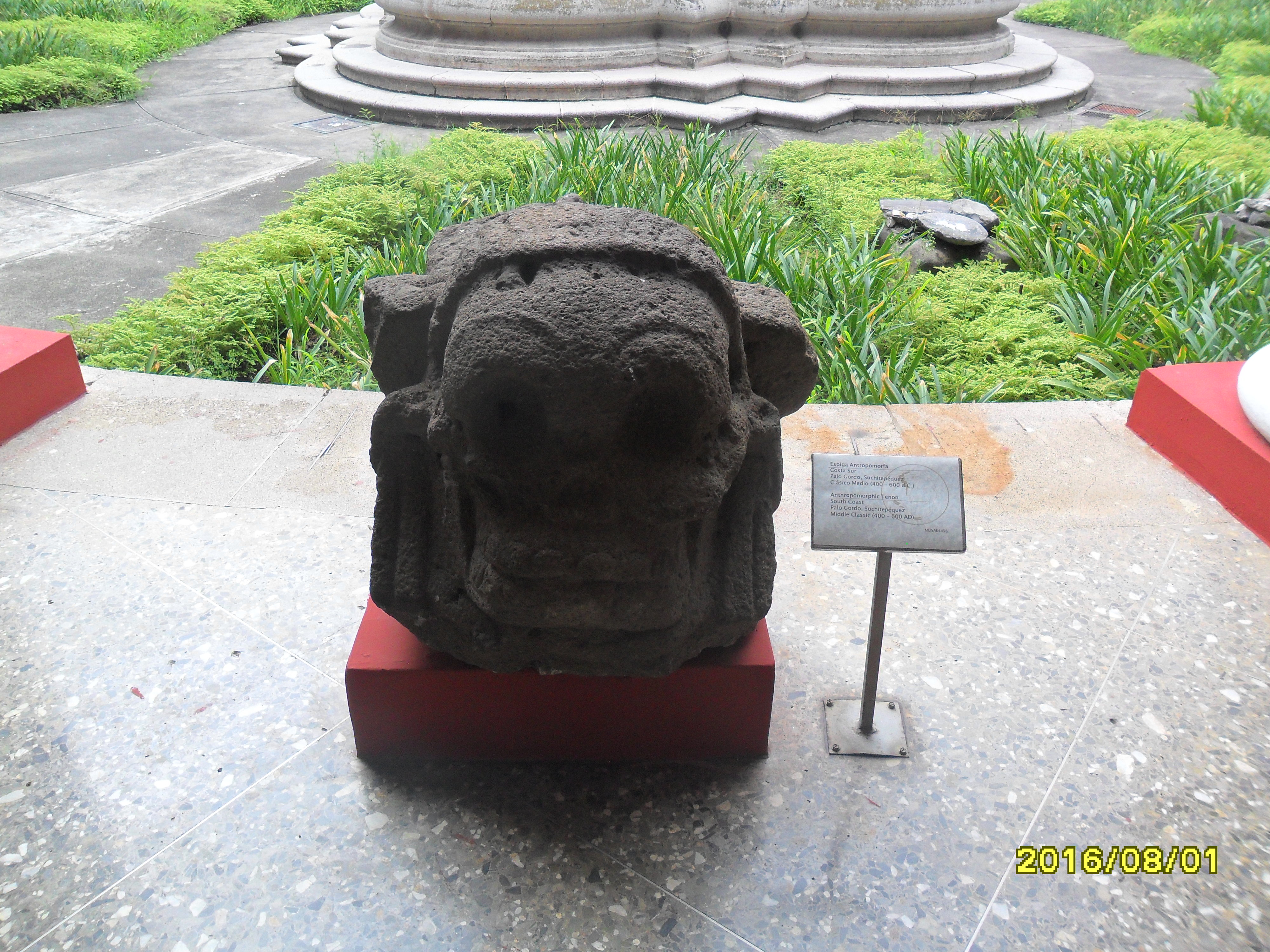
Espiga Antropomorfa, Palo Gordo, Suchitepéquez. Museo de Arqueología y etnología de Guatemala

- Piscinas y relajación "La Mercedes", km 167 carretera que comunica de la cabecera (Mazatenango) al municipio de Santo Domingo;Espiga Antropomorfa, Palo Gordo, Suchitepéquez. Museo de Arqueología y etnología de GuatemalaHotel y Resort "Bambú" que además de tener extensas piscinas cuenta con una pequeña reserva natural de animales;
- El gran C.C. Plaza Américas: es el centro comercial más grande de todo el sur occidente de Guatemala, ya que tiene gran variedad de locales de diferentes compañías
- Una extensa vía de ferrocarril que desde hace años no se usa por daños materiales, en la actualidad los turistas solo la usan como paisaje para fotografías.
- Además Mazatenango siendo cabecera y ciudad cuenta con distintas playas entre las que sobresalen  «Churririn», «Tulate», «Tahuesco», «Chicago» y  «Chiquistepeque», visitadas año con año por la población, no solo del departamento sino a nivel nacional.

Cuyotenango: Cuyotenango y Trapiche Grande; Chicacao y el sitio arqueológico San Rafael Panán; 
en Patulul: San José Buena Vista; San Antonio Suchitepéquez: Palo Gordo, y San Bernardino con el sitio arqueológico del mismo nombre. 
Este departamento posee muchos atractivos naturales como el Lago Mocá, Lago Tinen, La Caída de agua Río Chita, Gruta de Agua Caliente, playa de Churirin, etc. Además posee centros arqueológicos como el Sambo; San Pablo Jocopilas: Ruinas de Chocolá y Pozo de la Virgen, además la fachada de la Iglesia Católica que data de los años 1770 habiendo obtenido el cuarto lugar en el certamen "Maravilla Nacional" que en su apogeo albergó a religiosos domínicos y franciscanos; ha sido también declarado centro histórico el museo particular de Cayo Jerez Cordero. Lugares que invitan a los turistas nacionales y extranjeros a admirar sus bellezas.

### Ecología de Trópico
Selvas de carácter tropical, tal vez con cierta tendencia a lo subtropical en los terrenos del extremo norte. Al presente, las florestas casi han desaparecido, persistiendo apenas como bolsones aislados que muestran lejanamente la riqueza y exuberancia originales. Toda la planicie costera ha sido transformada en una dilatada sabana, en donde los árboles aislados generalmente son conacastes, ceibas o palo blancos. A la vera de las corrientes que la disertan suele haber sendas hileras de vegetación; son los bosques de galería, ecosistemas que significan un preciado refugio para alguna fauna silvestre.

## Historia
La región de Suchitepéquez tiene una larga ocupación, la cual inicia en el período Preclásico Tardío con el surgimiento de la gran ciudad prehispánica de Chocolá, la cual fue pionera en la creación de sistemas de irrigación para el cultivo de cacao.
El departamento de Suchitepéquez fue creado por decreto del 16 de octubre de 1877.
Antes de la llegada de los españoles en 1524, Suchitepéquez dependía del reino de los k´iche´ y del reino de los tz'utujil, y sus habitantes en su mayoría aún hablan estas lenguas.
Este departamento que actualmente forma parte de la llamada Costa Grande, fue donde se libraron las primeras batallas durante la conquista, cuando Pedro de Alvarado llegó procedente de Soconusco en febrero de 1524.
Suchitepéquez era una especie de tendón de Aquiles del reino Quiché, pues se lo disputaban constantemente con los tz´utujiles dado que el territorio estaba compuesto por la mejor tierra. Sus cultivos se convirtieron en las mejores siembras de cacao. Los habitantes de la antigua Capitanía General de Guatemala lo consideraban de calidad inmejorable.
El arzobispo Pedro Cortés y Larraz anotó que en 1768-70 muchos indígenas del altiplano y el noreste huyeron hacia la costa de San Antonio, supuestamente porque en esta región había más abundancia. Sin embargo, la probabilidad de un trabajo libre pudo haber sido otra de las razones de tal fenómeno.
En los últimos años de la colonia, el departamento, junto con Retalhuleu, formaron corregimiento de Suchitepéquez al que se incorporaban y segregaban territorios constantemente.
Entre 1772 y 1773 se construyó una iglesia en el municipio de San Pablo Jocopilas, pero ésta fue destruida tras el terremoto de 1773 que destruyó la capital de Santiago de los Caballeros de Guatemala; la iglesia fue sede de la orden franciscana, y funcionó como escuela de formación de sacerdotes para toda la Capitanía General de Guatemala y la Nueva España.

### Época independiente: departamento Sololá-Suchitepéquez
El Estado de Guatemala fue definido de la siguiente forma por la Asamblea Constituyente de dicho estado que emitió la constitución del mismo el 11 de octubre de 1825: «el estado conservará la denominación de Estado de Guatemala y lo forman los pueblos de Guatemala, reunidos en un solo cuerpo.  El estado de Guatemala es soberano, independiente y libre en su gobierno y administración interior.»
En 1825, la región que ocupa el moderno departamento de Suchitepéquez fue parte del departamento de Sololá/Suchitepéquez, cuya cabecera era Sololá e incluía a los municipios Joyabaj, Quiché, Atitlán, Suchitepéquez y Cuyotenango.
En 1825 el estado de Guatemala también fue dividido en once distritos para la impartición de justicia, y Suchitepéquez fue el N.º 11, contando con cuatro circuitos:
| N.º | Circuito    | Poblados |
| --- | ----------- | --- |
| 1   | Mazatenango | - Mazatenango - Samayaque - San Lorenzo - San Gabriel - Santo Domingo - Retalhuleu - San Antonio Suchitepéquez - San Bernardino - Sapotitlán - Santo Tomás                                       |
| 2   | Cuyotenango | Cuyotenango, San Andrés Villa Seca, San Martín y San Felipe |
| 3   | Retalhuleu  | San Antonio Retalhuleu, San Sebastián, Santa Catarina, Guamuchal, Sanjón de Ocoz y Naranjo. |
| 4   | Atitlán     | - Atitlán - Tolimán - San Pedro La Laguna - Santa Clara - la Visitación - San Pablo - San Marcos - San Miguelito - Patulul - San Juan de los Leprosos - Santa Bárbara de La Grande y La Costilla |

### El efímero Estado de Los Altos

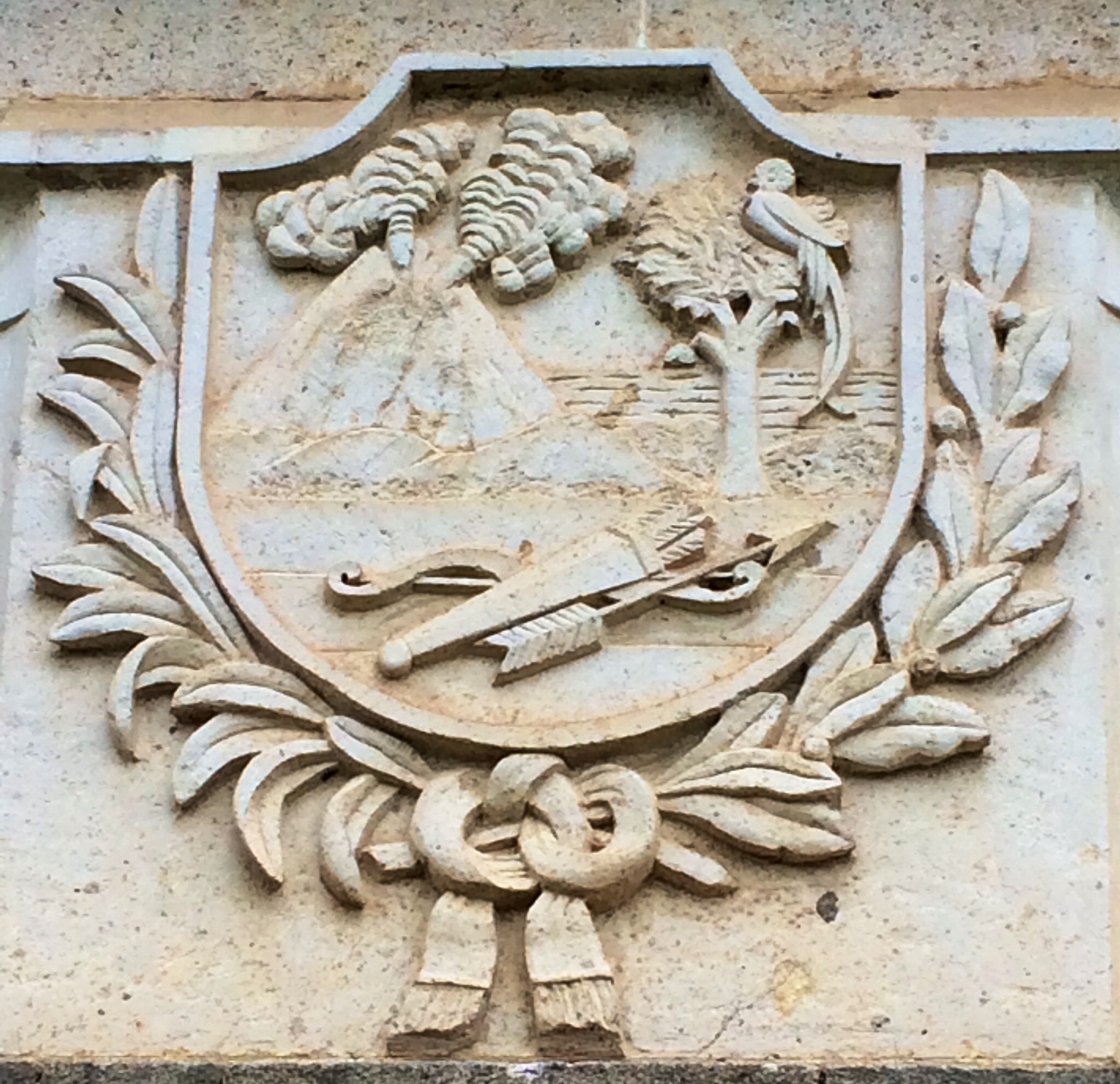
Escudo del Estado de Los Altos.

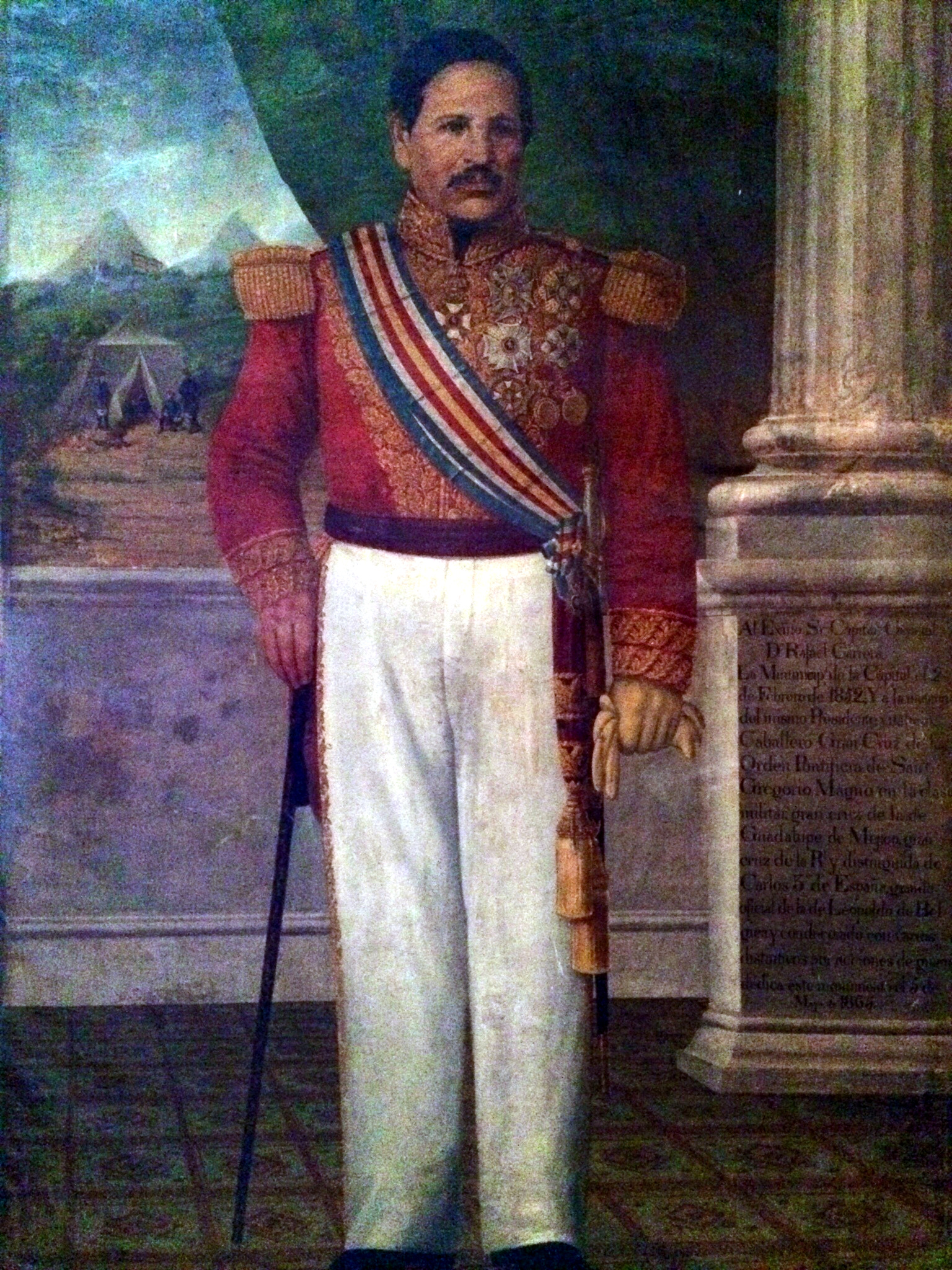
Retrato oficial del capitán general Rafael Carrera con la banda presidencial con los colores de la bandera de Guatemala instituida en 1858. En 1840 retomó por la fuerza el Estado de los Altos al que pertenecía el entonces distrito de Suchitepéquez y derrotó al presidente de la República Federal de Centro América, el general hondureño Francisco Morazán.

La región occidental de la actual Guatemala había mostrado intenciones de obtener mayor autonomía con respecto a las autoridades de la ciudad de Guatemala desde la época colonial, pues los criollos de la localidad consideraban que los criollos capitalinos que tenían el monopolio comercial con España no les daban un trato justo. Así, su representante en las Cortes de Cádiz solicitó la creación de una intendencia en Los Altos, gobernada por autoridades propias. El advenimiento de la independencia de América Central de alguna manera canceló esta posibilidad, pero el separatismo de los altenses perduró. Tras la disolución del Primer Imperio Mexicano y la consecuente separación de las Provincias Unidas del Centro de América, Los Altos continuó buscando su separación de Guatemala. Hubo dos condiciones que fueron favorables a las pretensiones de la élite criolla altense: la creación de un marco legal en la constitución centroamericana para la formación de nuevos estados dentro del territorio de la república y la llegada al gobierno de los federalistas liberales, encabezados por Francisco Morazán.  El área de Los Altos, que incluía a Suchitepéquez, estaba poblada mayoritariamente por indígenas, quienes habían mantenido sus tradiciones ancestrales y sus tierras en el frío altiplano del oeste guatemalteco. Durante toda la época colonial habían existido revueltas en contra del gobierno español. Luego de la independencia, los mestizos y criollos locales favorecieron al partido liberal, en tanto que la mayoría indígena era partidaria de la Iglesia Católica y, por ende, conservadora.
El 25 de diciembre de 1838 el congreso de la República Federal de Centro América autorizó la creación del Estado de Los Altos, y la primera Asamblea Constituyente se estableció en la ciudad de Totonicapán; tras el nombramiento de Marcelo Molina y del general mexicano Agustín Guzmán como primer y segundo jefe del Estado, respectivamente, el 15 de enero de 1839 se decidió que las autoridades del Estado se trasladaran a Quetzaltenango.
Pero las revueltas indígenas en el Estado de Los Altos fueron constantes por el maltrato de los criollos liberales y alcanzaron su punto crítico el 1.º de octubre de 1839, cuando hubo una sublevación en Santa Catarina Ixtahuacán, Sololá, por el incremento del impuesto indígena. Cuando tropas altenses reprimieron la sublevación y mataron a cuarenta vecinos, los indígenas encolerizados acudieron al caudillo conservador Rafael Carrera, en busca de protección; se dice que uno de ellos llevó la cabeza de su hijo muerto como prueba de la tiranía del jefe de Estado Molina. Por otra parte, en octubre de 1839 la tensión comercial entre Guatemala y Los Altos dio paso a movimientos militares; hubo rumores de que el general Agustín Guzmán estaba organizando un ejército en Sololá con la intención de invadir Guatemala, lo que puso a ésta en máxima alerta.
Tras algunas escaramuzas, los ejércitos se enfrentaron en Sololá el 25 de enero de 1840; Carrera venció a las fuerzas del general Agustín Guzmán e incluso apresó a este mientras que el general Doroteo Monterrosa venció a las fuerzas altenses del coronel Antonio Corzo el 28 de enero.  El gobierno quetzalteco colapsó entonces, pues aparte de las derrotas militares, los poblados indígenas -incluyendo a los de Totonicapán- abrazaron la causa conservadora de inmediato; al entrar a Quetzaltenango al frente de dos mil hombres, Carrera fue recibido por una gran multitud que lo saludaba como su «libertador».
Carrera impuso un régimen duro y hostil para los liberales altenses, pero bondadoso para los indígenas de la región —derogando el impuesto personal— y para los eclesiásticos restituyendo los privilegios de la religión católica; llamando a todos los miembros del cabildo criollo les dijo tajantemente que se portaba bondadoso con ellos por ser la primera vez que lo desafiaban, pero que no tendría piedad si había una segunda vez. El general Guzmán, y el jefe del Estado de Los Altos, Marcelo Molina, fueron enviados a la capital de Guatemala, en donde fueron exhibidos como trofeos de guerra durante un destile triunfal el 17 de febrero de 1840; en el caso de Guzmán, engrilletado, con heridas aún sangrantes, y montado en una mula. El 26 de febrero de 1840 el gobierno de Guatemala colocó a Los Altos bajo su autoridad y el 13 de agosto de nombró al corregidor de la región, el cual servía también como comandante general del ejército y superintendente.

### Retorno de Rafael Carrera al poder en 1849
En abril de 1849, tras un breve exilio a México, el general Rafael Carrera regresó a Guatemala por las selvas de Suchitepéquez; era corregidor del departamento el entonces sargento mayor José Víctor Zavala, quien había sido enviado a ese destacamento precisamente para evitar que Cabrera regresara al país.  Pero Zavala, lejos de atacar a Carrera, se puso a sus órdenes, pues sabía que era el único capaz de restablecer la paz y el orden en el país.

### Creación del departamento
El área que comprende el moderno departamento de Quiché estaba distribuida hasta 1872 entre los departamentos de Sololá/Suchitepéquez y Totonicapán/Huehuetenango;  tras la Reforma Liberal de 1871, el presidente de facto provisiorio Miguel García Granados dispuso crear el departamento de Quiché para mejorar la administración territorial de la República; el texto del decreto es el siguiente:
| Decreto N.º 72 Considerando, que la grande extensión que hoy tienen los Departamentos de Sololá y Totonicapán hace ineficaz la acción de las autoridades, y que es conveniente para remediar este mal y atender al mejor servicio público de aquellos pueblos, la creación de un nuevo Departamento, tengo a bien decretar y DECRETO: 1. Se establece un nuevo Departamento, que denominará Quiché, cuya cabecera es la villa de este nombre. 2. Componen este departamento loas poblaciones siguientes: Joyabaj, Lemoa, Chichicastenango, Chinic, Chiché, San Pedro Jocopilas, San Andrés Joyabajá, Cunem, San Miguel Uspantán, Cotzal, Chujuyup, Patzité, San Bartolo Jocotenango, Sacapulas, Nebaj, Chajul, Caniyá y Sacualpa. 3. En consecuencia, el Departamento de Sololá queda con los pueblos siguientes: villa de Sololá, cabecera, San José Chacallá, San Andrés Semetabaj, Concepción, Panajachel, San Jorge, Santa Cruz, Santa Lucía Utatlán, Santa Clara, Santa Bárbara, San Juan de los Leprosos, Visitación, San Pedro, San Juan, an Pablo, San Marcos, Atitlán, San Lucas Tolimán, San Antonio Palopó, Santa Catarina Palopó y Patulul. 4. El Departamento de Totonicapán se compone de los pueblos siguientes: Totonicapam, ciudad cabecera, San Cristóbal, San Andrés Xecul, San Francisco El Alto, San Carlos Écija, San Antonio Sija, San Bartolo Agua Caliente, Calel, Momostenango, Santa María Chiquimula, San Antonio Ilotenango, Nagualá, Santa Catarina Ixtahuacán y Santo Tomás Perdido, en la costa de Suchitepéquez. Dado en Guatemala, a doce de agosto de mil ochocientos setenta y dos, —Miguel García Granados Secretario del Interior, Gobernación y Negocios Eclesiásticos: Marco Aurelio Soto. Tomado de: Recopilación: Las leyes emitidas por el gobierno democrático de la República de Guatemala, 1871-1881. |

Suchitepéquez continuó unido a Sololá, pero ya la extensión del departamento era considerablemente menor.

### Demarcación política de Guatemala de 1902
En 1902, el gobierno del licenciado Manuel Estrada Cabrera publicó la Demarcación Política de la República, y en ella se describe así a Suchitepéquez: «su cabecera es la villa de Mazatenango, a 167 km de la capital de República y a 334 metros sobre el nivel del mar; forma parte de la Sección Occidental. Sus tierras son muy feraces y hay gran variedad de climas en los diversos lugares que comprende. Debido a esto, sus terrenos son propios para muchos cultivos de frutos exportables.  Hasta ahora, los principales trabajos agrícolas se han dirigido a la producción de café, caña de azúcar y cacao, artículos que constituyen la principal riqueza del departamento. ».
«Desde 1899 quedó comunicada la villa de Mazatenango con la línea férrea que, partiendo de dicho lugar, pasa por Retalhuleu  y termina en Champerico, y la cual en breve tiempo quedará conexionada con la de la capital de República.  Hay además buenos caminos de herradura y carreteros.».

## Idiomas
Los pueblos originarios en este departamento hablan mayoritariamente el idioma k'iche' Xinca y en el municipio de Chicacao el tz'utujil, en Patulul el kaqchikel, además del español que es la lengua dominante en el departamento.

## Economía
La economía de este departamento está basada principalmente en su producción Agropecuaria, entre sus cultivos principales tenemos: tabaco, café, hule, cacao, granos básicos, caña de azúcar, algodón de calidad superior, maíz, frijol, ajo y además debe agregarse la abundancia con que se produce yucas, camotes y todo género de raíces alimenticias y medicinales, así como las legumbres que se reproducen con poco trabajo y una ventaja extraordinaria es la fertilidad y humedad que poseen sus terrenos.
La principal riqueza es la agricultura, siendo sus producciones múltiples, su comercio muy activo y en gran escala, lo que unido a la laboriosidad de sus habitantes lo hacen uno de los departamentos más ricos del país.
Por la existencia de buenas tierras y la abundancia de variedades de pastos, también se cuenta con gran variedad de razas de ganado vacuno, y por ende también empresas que procesan los productos lácteos de buena calidad.
Entre sus industrias sobresalen los ingenios azucareros, beneficios de café, fábricas de hielo y licores, artículos de cemento, fábricas de aceites esenciales, sin faltar también la alfarería y la producción artesanal en algunos de sus municipios.
En el departamento de Suchitepéquez (del 100 % de su población) tiene un 63.8 % en pobreza o un 19.8 % en pobreza extrema según datos del PNUD 2014. 